# Victor Headley
Pour les articles homonymes, voir Headley.
Victor Headley, né en 1959, est un écrivain britannique d'origine jamaïcaine. 

## Biographie
Il est l'auteur de plusieurs romans, souvent dans le registre du polar, tels que Yardie (1992), et ses suites Excess (1993) et Yush (1994), Fetish (1995), Here comes the Bride (1997), Off Duty (2001) et Seven Seals (2003).
Headley vit au Royaume-Uni à Londres depuis l'âge de 12 ans et, après avoir quitté l'école, a eu une succession d'activités diverses allant de vendeur en supermarché à compositeur-interprète d'un groupe de musique, et de journaliste à livreur pour un hôpital. Les essais d'écriture de scénario qu'entreprit Headley se transformèrent en l'écriture de son premier roman, Yardie, qui décrit la vie une trafiquant de cocaïne jamaïcain chargé de faire des livraisons entre la Jamaïque et Londres. Le succès du livre contribua au lancement de la maison d'édition Xpress, un éditeur d'écrivains noirs. Headley a vendu dans le monde entier un demi-million de livres parmi cinq de ses œuvres, dans cinq langues différentes.